# I tak i siak
I tak, i siak (tyt. oryg. Edhe kështu, edhe ashtu) – albański film fabularny z roku 1989 w reżyserii Bujara Kapexhiu.

## Opis fabuły
Apostol Sako jest dziennikarzem, który pisze artykuły i wygłasza prelekcje o miłosnych problemach współczesnej młodzieży. Najtrudniejsze problemy do rozwiązania stwarza jego córka Alma, która studiuje na uczelni technicznej i jest zakochana w atrakcyjnym piosenkarzu, Andim. Ojciec ma całkiem inne plany i chce wydać córkę za dyplomatę. Andi, śpiewający pod oknami bloku Almy najnowsze przeboje, z czasem przekona do siebie jej rodzinę.
Film realizowano w Tiranie.

## Obsada
- Frederik Ndoci jako piosenkarz Andi
- Agim Bajko kilka ról (m.in. klown Agim)
- Mirush Kabashi jako Apostol Sako
- Sesilia Plasari jako Alma
- Robert Ndrenika jako towarzysz Sotir
- Tinka Kurti jako nauczycielka śpiewu
- Met Bega jako ojciec ośmiorga dzieci
- Zeliha Sina jako Arta
- Vilson Gjoça jako Tanush
- Merita Dabulla
- Silva Mamoli